# Грима, Массимо
Ма́ссимо Грима (мальт. Massimo Grima; 6 августа 1979) — мальтийский футболист, полузащитник. Выступал за национальную сборную Мальты.

## Биография

### Клубная карьера
Начал выступления за клуб «Пиета Хотспур» в 1996 году. Всего в составе команды провёл два года и сыграл 47 матчей и забил 5 мячей в чемпионате Мальты.
В 1998 году стал игроком другого мальтийского клуба «Слима Уондерерс». Вместе с командой становился бронзовым и серебряным призёром чемпионата, а также чемпионом Мальты. В первенстве Мальты за «Слиму» провёл 127 игр и забил 34 гола. Играл в еврокубках и провёл 5 матчей.
В сезоне 2003/04 перешёл в «Валлетту» из одноимённого города. В составе команды играл в Кубке Интертото 2005, сыграв в 2 играх против «Будучности», в ответной игре Грима отличился забитым голом с пенальти. Играл на правах аренды в клубах: «Моста» и «Корми».
В 2010 году перешёл в «Хамрун Спартанс». В 2014 году Гриме пожизненно запрещено заниматься футболом в связи с участием его в договорных матчах.

### Карьера в сборной
Выступал за юношеские сборные Мальты до 17 и до 19 лет, а также за молодёжную сборную до 21 года.
6 августа 1997 года дебютировал в национальной сборной Мальты в товарищеском матче против Венгрии (3:0), главный тренер Йосиф Илич выпустил Гриму на поле на 87 минуте вместо Сильвио Велла. В рамках квалификации на чемпионат Европы 2012 провёл 2 матча, в которых получил 1 жёлтую карточку. Ещё в двух поединках, оставался на скамейке запасных. Грима выступал под 6 номером. Всего провёл 12 игр за сборную Мальты.

## Достижения

### «Слима Уондерерс»
- Чемпион Мальты (1): 2002/03
- Серебряный призёр чемпионата Мальты (3): 1999/00, 2000/01, 2001/02
- Бронзовый призёр чемпионата Мальты (1): 1998/99

### «Корми»
- Бронзовый призёр чемпионата Мальты (1): 2009/10